# Galerie von der Heyde
Die Galerie von der Heyde war eine Kunsthandlung in Berlin, die zwischen 1933 und 1943 existierte. Inhaber war der Kunsthändler Otto von der Heyde (1882–1975), der die Galerie 1933 am Schöneberger Ufer 41 eröffnete.

## Firmengeschichte
Otto von der Heyde war ehemals Mitarbeiter der Kunsthandlung Victor Hartberg und übernahm im Sommer 1933 dessen Räumlichkeiten.
Ursprünglich war als erste Ausstellung eine Präsentation mit Werken von Werner Berg geplant, stattdessen eröffnete die Galerie am 19. November 1933 mit Arbeiten von Werner Scholz. Scholz war ein Künstler, der bereits schon zum Repertoire der Kunsthandlung Victor Hartberg zählte. Die Galerie nahm mehrere Künstler in ihr Programm auf, die auch schon bei Hartberg gezeigt wurden u. a. Heinrich Amersdorffer, Anton Grauel, Ernst Huber, Max Pechstein und Karl Walther. Folgende Künstler hatten u. a. in der Galerie ihre Erstausstellungen: Werner Berg, Paul Holz, Karl Ehlers und Harry Erdmann.
Im Januar 1934 wurde die Ausstellung von Werner Berg eröffnet. Anfangs war die Ausstellung wenig erfolgreich, es wurde nur ein Werk verkauft. Dennoch wanderte die Ausstellung weiter und wurde u. a. im Hamburger Kunstverein, im Bochumer Städtischen Museum und im Kölnischen Kunstverein gezeigt.
Mit der Eröffnung der NS-Propagandaausstellung „Entartete Kunst“ im Juni 1937 musste die Galerie jede Ausstellungen bei der Reichskammer der Bildenden Künste anmelden. Trotz Genehmigung wurden viele Ausstellungen wenige Tage nach ihrer Eröffnung geschlossen. Mit dem frühen Tod von Paul Holz, den die Galerie 1935 erstmals ausgestellt hatte, wollte von der Heyde 1939 eine Nachlass-Ausstellung veranstalten, jedoch erlaubte ihm die Reichskammer nur 12, der ursprünglich geplanten 50 Werke.
Bereits 1939 wird in einem Bericht des Reichssicherheitshauptamtes von der Heyde als Beispiel für jene Privatgalerien genannt, die „nicht immer Verständnis für eine nationalsozialistische Kunstauffassung“ zeigten und eine „Reihe von äußert bedenklichen Ausstellungen“ veranstaltet hätten. Laut Paul Ortwin Rave leistete die Kunsthandlung Widerstand gegen die NS-Kulturpolitik und stellte immer wieder Werke von „nicht gewünschten“ Künstlerinnen und Künstler aus. Zur Förderung gehörten wohl auch die gelegentlichen Ankäufe bei Künstlern (z. B. Wilhelm von Hillern-Flinsch) und Verkäufe (z. B. an die Berliner Nationalgalerie). 1937 konnte die Galerie noch ein Aquarell von August Macke an das Berliner Kupferstichkabinett verkaufen. Zahlreiche Künstlerinnen und Künstler, die von der Heyde ausstellte, hatten offiziell kein Arbeitsverbot, waren aber dennoch mit einzelnen Werken in der Ausstellung „Entartete Kunst“ vertreten bzw. ihre Werke gehörten zu den zahlreichen in den Museen beschlagnahmten Kunstwerken.
Die Galerie wurde bei der Bombardierung von Berlin am 22. November 1943 völlig zerstört. Nach dem Krieg führte Otto von der Heyde seinen Kunsthandel weiter in Berlin-Charlottenburg.

## Ausstellungen
- 1933: Werner Scholz; Karl Walther[12]
- 1934: Werner Berg; Ernst Huber; Fritz Lehmann; Anton Grauel; Max Pechstein; Hans Stübner; Ernst Schumacher; August Macke (Zur 20. Wiederkehr seines Todestages)[12]
- 1935: Paul Holz, Hans Jaenisch, Maria Rasch; Xaver Fuhr; Fritz Duda; Werner Scholz; dabei u. a. Josef Albert Benkert, Wilhelm Philipp, Otto Andreas Schreiber, Hans Weidemann[12]
- 1936: Heinrich Stegemann; Karl Ehlers, Franz Domscheit; Hermann Teuber; Emil Schumacher; Hans Jaenisch; Max Pechstein (40 neue Aquarelle); Fritz Duda[12]
- 1937: Xaver Fuhr, August Macke, Otto Mueller, Werner Scholz; Paul Holz; Erwin Filter; Felix Klipstein; Carl Schneiders, Hermann Teuber; Karl Walther; Heinrich Amersdorffer; Jo Erna Hahn-Dünwald[12]
- 1938: Junge Kunst in Berlin. Gemeinschaftsausstellung der Maler und Bildhauer Hermann Blumenthal, Fritz Cremer, Ludwig Kasper, Alfred Knott, Heinrich Graf Luckner, Hans Meyboden, Rudolf Riester, Gustav Seitz, Walter Schelenz, Ernst Schumacher, Hermann Teuber; Werner Scholz[12]
- 1939: Georg Schrimpf; Max Pechstein (Neue Landschaften); Georg Muche (Fresken und Zeichnungen); Kurt Scheele; Johannes Boehland, Wilhelm Wieger, Johannes Boehland; Hans Jaenisch; Fritz Köthe; Ernst Schumacher[12]
- 1940: 50 Maler und Bildhauer; Harry Erdmann[12]
- 1941: Theodor Hugo Fenners; Carl Schneiders; Max Pechstein[12]